# Richard Mille
Richard Mille es una empresa suiza dedicada a la fabricación y comercialización de relojes de pulsera de lujo. Fundada en el año 2001 por Dominique Guenat y Richard Mille, tiene su sede en Les Breuleux, Suiza. La firma está especializada en relojes mecánicos de alto precio.

## Historia
Después de estudiar marketing en Besanzón, Richard Mille (nacido el 13 de febrero de 1951 en Draguignan, Francia) comenzó a trabajar en Finhor, una empresa local de relojería en 1974. La empresa fue comprada por Matra en 1981, y Mille ascendió para gestionar el negocio de relojería de Matra, que entonces incluía las marcas Yema y Cupillard Rième. Las actividades de relojería de Matra se vendieron a Seiko, y Mille salió de la empresa en 1992 para iniciar un negocio de relojería para la firma de joyería Mauboussin.

### Desarrollo

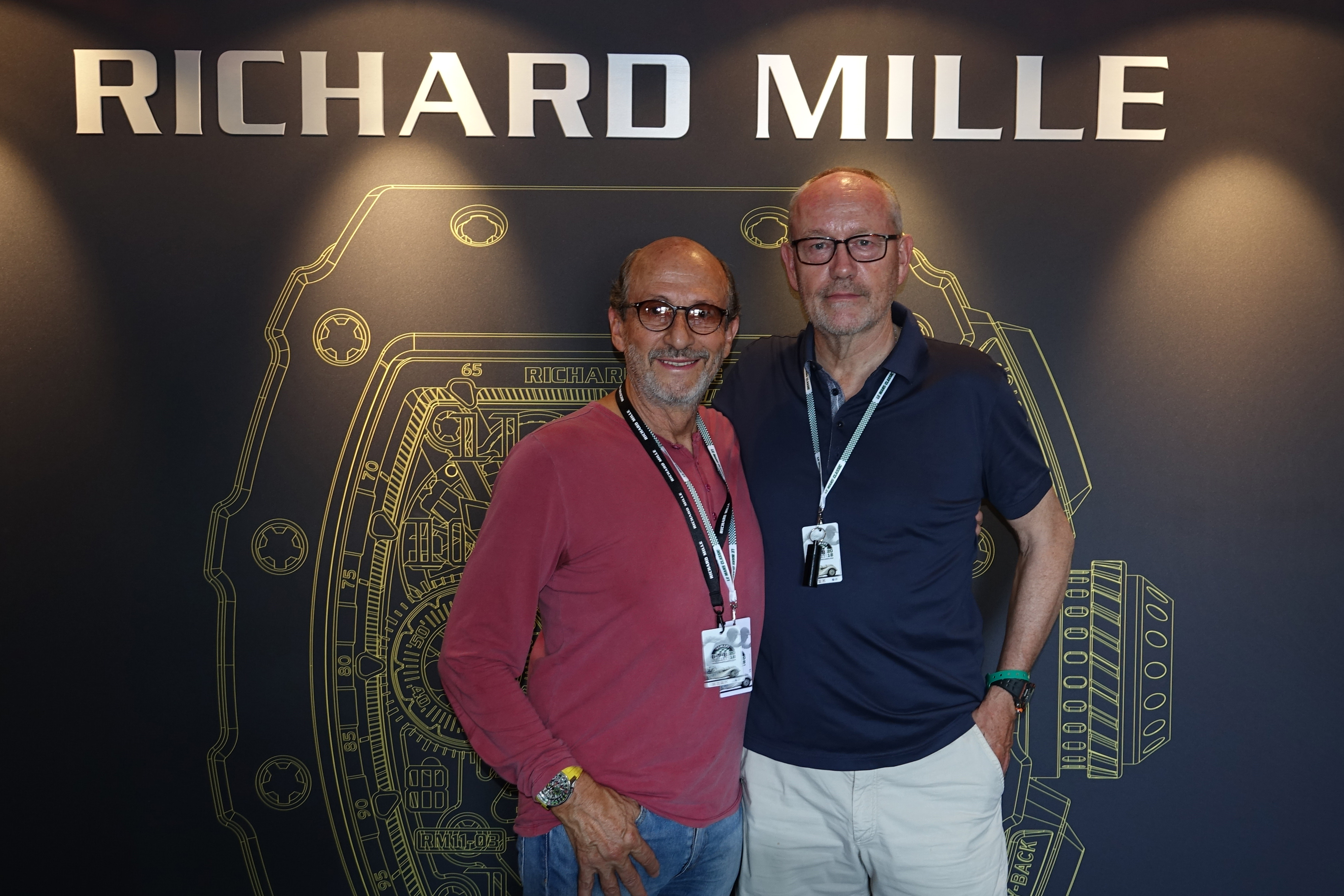
Richard Mille y Dominique Guenat, fundadores de la firma

Tras un desacuerdo sobre la estrategia comercial con Mauboussin, donde era accionista, Richard Mille dejó su puesto de director general para lanzar una gama de relojes. A finales de 1998, Mille presentó sus planes a su amigo Dominique Guenat, propietario de la relojería Montres Valgine, a quien conoció en 1988 mientras trabajaba en Besanzón para la Compagnie Générale Horlogère y con quien trabajó en Mauboussin.
A principios de 1999, los dos socios trazaron su línea de negocio para la marca Richard Mille en asociación con Montres Valgine y el relojero suizo Audemars Piguet. Durante los dos años siguientes, definieron su concepto de marca y comenzaron a diseñar relojes. Luego fundaron Horométrie, su empresa operativa para la nueva marca Richard Mille como socios igualitarios, que se registró en Suiza en octubre de 2001, y crearon la marca de relojería Richard Mille en colaboración con Audemars Piguet, que primero fue propietaria y después se quedó con una participación en la marca Richard Mille en 2007. Después de tres años de investigación y prototipos, exhibieron su primer reloj, el RM 001 Tourbillon de cuerda manual, en la exposición de relojes y joyas Baselworld 2001 en Basilea. El reloj, que presentaba un fondo de caja transparente y piezas visibles, tenía un calibre tourbillon, un indicador de reserva de marcha y un indicador de par.
Richard Mille se unió a la Fondation de la Haute Horlogerie en 2007.
En abril de 2013, Richard Mille y Dominique Guenat adquirieron una participación del 90% en Prototypes Artisanals SA, fundada por Marco Poluzzi. El exdirector Alain Varrin conservó una participación del 10%. La empresa se convirtió en ProArt y se trasladó a un edificio de 3.000 m² construido especialmente en Les Breuleux. Tras la venta del proveedor de cajas Donzé-Baume al grupo de lujo suizo Richemont en 2007, la empresa Richard Mille comenzó a mecanizar sus propias cajas y algunos componentes, con ProArt como subcontratista.
En 2013, Richard Mille rechazó una propuesta del grupo francés Kering para adquirir una participación del 51%.
En 2018, Richard Mille se retiró del Salón Internacional de la Alta Relojería de Ginebra.
En octubre de 2018, Richard Mille abrió su sexta y mayor tienda en Estados Unidos, en Nueva York.
A finales de 2018 se lanzó el «RM 71-01 Automatic Tourbillon Talisman», diseñado por la directora de la colección femenina Cécile Guenat. Se describe como un reloj hecho por una mujer para mujeres.

## El grupo Richard Mille
El grupo Richard Mille está formado por las siguientes empresas: Horométrie SA (distribución), Guenat SA Montres Valgine (diseño y montaje), ProArt (componentes), VMDH (decoración), y Cercle d'Art (edición).
En 2018, el grupo empleaba a 148 personas.

### Guenat SA - Montres Valgine
Dominique Guenat se incorporó a la empresa Guenat SA - Montres Valgine (GMV) en 1986 y asumió la dirección en 1991. En 1999, se asoció con Richard Mille para crear la marca de relojes «Richard Mille».
Todos los relojes Richard Mille son desarrollados y producidos en Suiza por la Manufactura Guenat SA - Montres Valgine (GMV) en Les Breuleux. El diseño y el desarrollo se llevan a cabo en el antiguo edificio de los años 1950 de Les Breuleux, que fue renovado en 1972, mientras que el montaje y el control de calidad se realizan en un edificio construido en 2007.

### ProArt
Las cajas de los relojes Richard Mille y algunos componentes del movimiento, como platinas, puentes, tornillos y algunas ruedas, son producidos por ProArt, que pertenece al grupo Richard Mille.

### VMDH
VMDH (Vital Morel Décalque Horlogère) está ubicada en La Chaux-de-Fonds, Suiza, a 25 km de Les Breuleux. Está especializada en la decoración de los componentes del movimiento de los relojes. Produce las esferas y los biseles utilizados por Richard Mille y aplica pigmentos fosforescentes. VMDH está presidido por Yves Mathys.

## Technologies

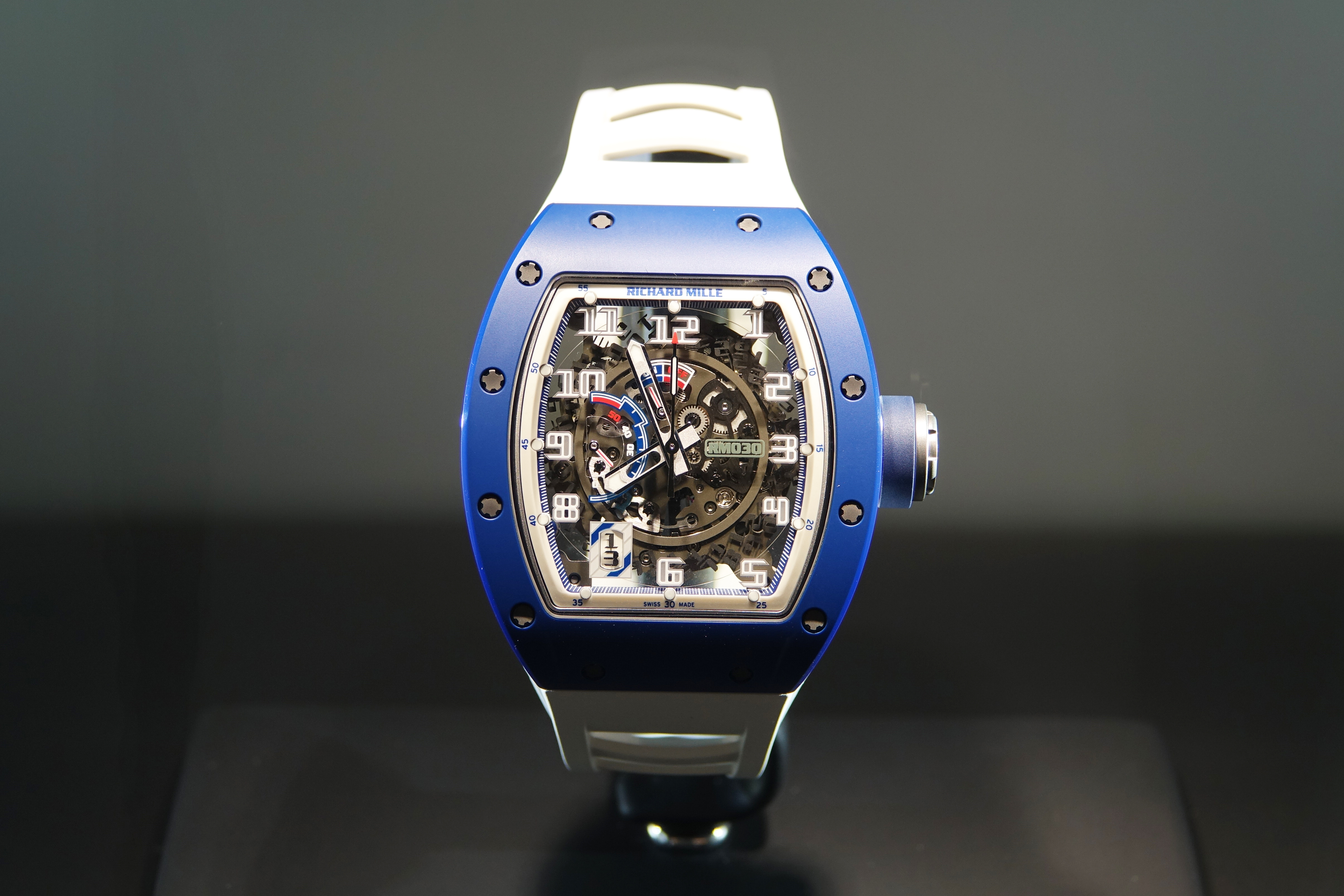
RM 030

Los relojes Richard Mille se promocionan como resistentes a los golpes y precisos. Son livianos y utilizan materiales como titanio de grado 5, LITAL, Carbon TPT y grafeno.
Richard Mille se asoció con North Thin Ply Technology (NTPT), productor de materiales preimpregnados livianos utilizados en navegación y Fórmula 1, para producir el RM 27-02 Rafael Nadal en Carbon NTPT y Quartz TPT, y el RM 11-03 McLaren.

### Innovaciones técnicas
- Desarrollo de las primeras placas base en nanofibras de carbono, titanio y carbono TPT.
- Desarrollo de la cerámica engastada con gemas.[26]
- Invención del cristal de zafiro laminado (RM 53-01).[27][28][29]
- Invención del nuevo reloj con complicaciones: Oracle (RM 069),[30] sensor mecánico de fuerza G (RM 036).
- Invención del rotor de geometría variable[31] en el RM 011.
- Invención del rotor desembragable.[32]
- Invención del Quartz TPT con la empresa NTPT.[25]

### Movimientos

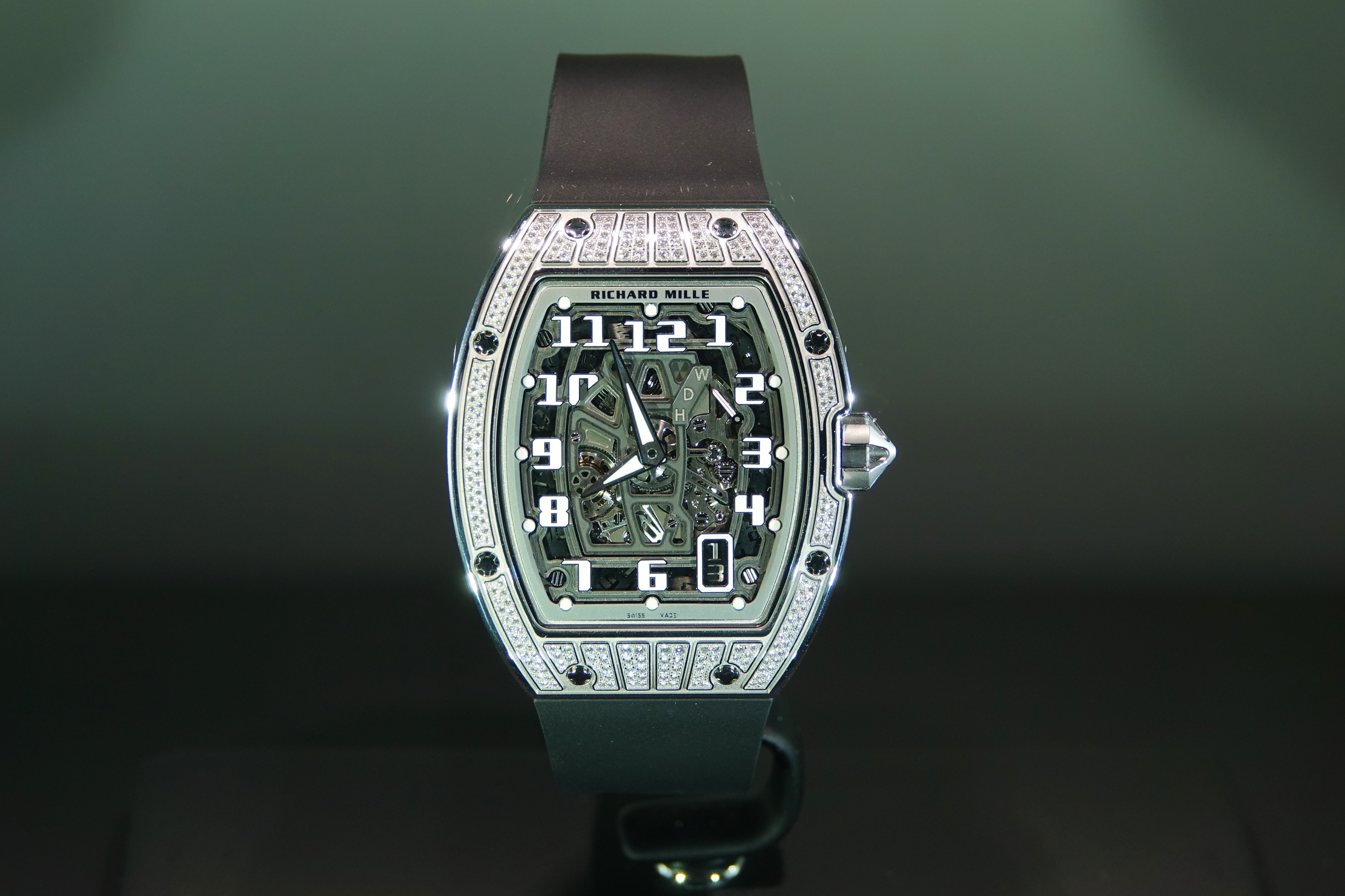
RM 67-01 Automático extraplano

La marca ha diseñado la manufactura de sus propios calibres automáticos, incluido un movimiento con tourbillón:

## Récords

### Precisión del RM 031
El escape del RM 031 late a una frecuencia de 36.000 alternancias por hora, con una precisión de 30 segundos al mes. El RM 031 se limitó a tan solo 10 ejemplares.

### Peso
En 2004, Richard Mille lanzó el RM 006 Felipe Massa Tourbillon, que pesaba 48 gramos sin incluir la correa, en 2005 el RM 009 Felipe Massa Tourbillon de 29 gramos, y en 2007 el RM 027 Rafael Nadal de 20 gramos (incluida la correa), con un movimiento fabricado en titanio y LITAL, una aleación de litio utilizada en aeronáutica que contiene aluminio, cobre, magnesio y circonio.
En 2013 se fabricó el reloj de cuerda manual RM 27-01 Rafael Nadal Tourbillon de 18,83 g (incluida la correa), desarrollado junto a Nadal, en una edición limitada de 50 ejemplares. El reloj fue el tourbillon más ligero jamás fabricado gracias a su movimiento de aluminio y litio y a su caja de nanotubos de carbono.
En 2017, en el Salón Internacional de la Alta Relojería (SIHH), se presentó el RM 50-03 McLaren F1, el cronógrafo flyback más ligero del mundo con 38 g (incluida la correa).

### Resistencia a los golpes
El RM 27-03 Tourbillon puede soportar impactos de 10.000 g gracias a su placa base monocasco esqueletizada de carbono TPT.
El 25 de julio de 2009, durante su accidente de Fórmula 1 en las fases de clasificación del Gran Premio de Hungría de 2009, Felipe Massa, uno de los "socios" de la marca, llevaba un RM 006, que no sufrió daños.

## Proyectos

### Reloj de la ciudad de Quebec

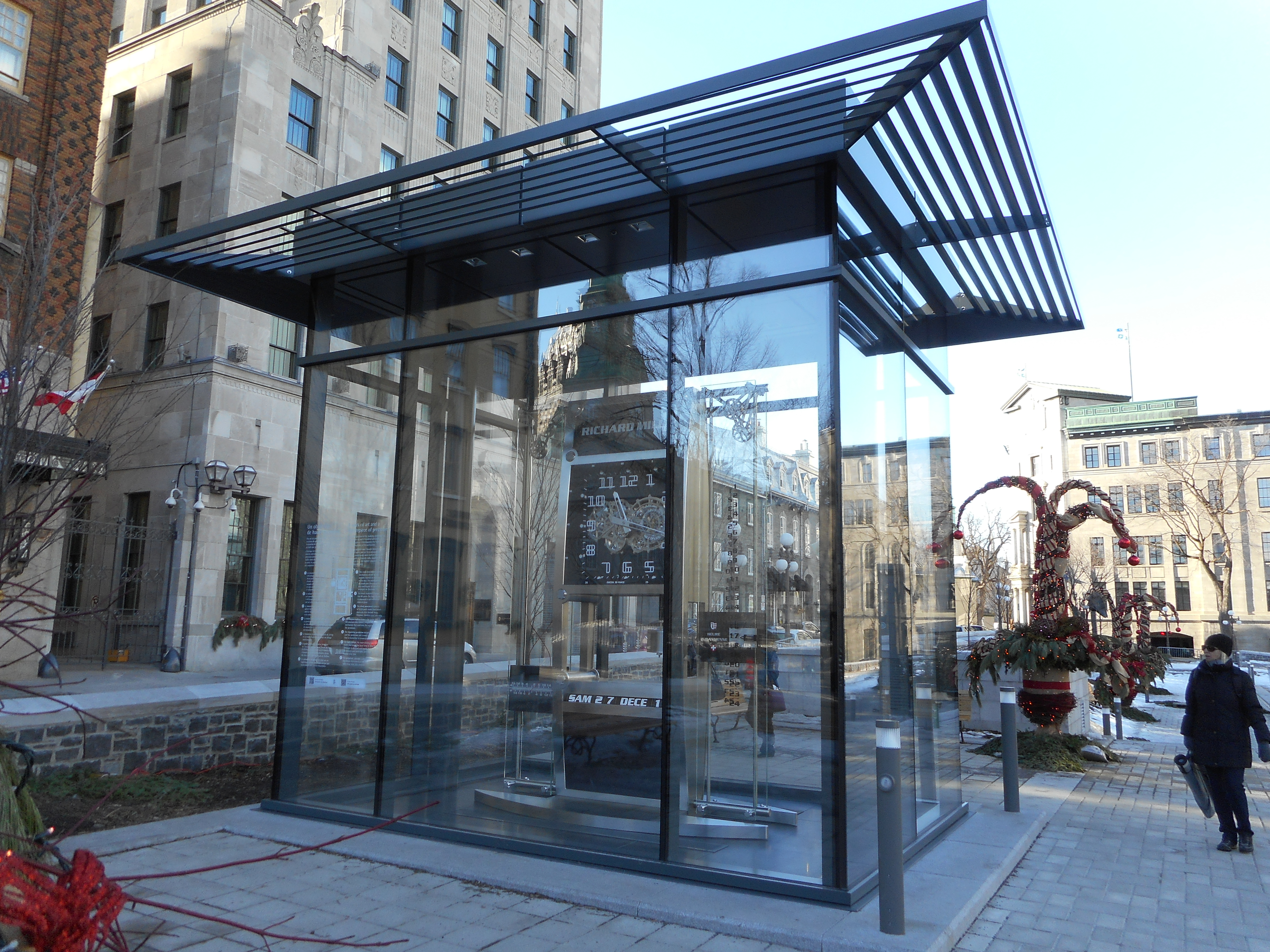
Reloj Porte-Bonheur en la ciudad de Quebec

El Reloj Porte-Bonheur fue un obsequio de la República y el Cantón del Jura y de la marca Richard Mille a Quebec en 2014 para celebrar su 400 aniversario. Entre 2008 y 2014, la empresa Richard Mille, la escuela técnica de Porrentruy (École des métiers technicals de Porrentruy) y la Haute Ecole Arc de Neuchâtel desarrollaron y fabricaron este reloj de 3,5 metros de alto, 2,5 metros de ancho y 1,3 metros de profundidad, con un peso de 1.913 kg. Se necesitaron:
- 6.571 horas de desarrollo
- 5.451 componentes
- 3.952 horas de montaje y ajuste

### Starck y Only Watch
En 2005, Richard Mille y el diseñador francés Philippe Starck realizaron su primera colaboración, produciendo un único "RM 005-1 Richard Mille by Philippe Stark", que se vendió en una subasta en Mónaco por 285.000 euros, el precio más alto por un reloj automático en ese momento, a beneficio de la asociación benéfica Only Watch.
Mille y Starck fabricaron el extremadamente complejo RM 011 Starck para Only Watch 2007, con un brazalete de titanio integrado en la caja. El reloj se vendió en una subasta por un nuevo récord de 320.000 euros para la misma organización benéfica.

### Planetarium Tellurium
En 1998, Richard Mille conoció a Stephen Forsey y Robert Greubel durante un encargo para Mauboussin. Forsey y Greubel fundaron la empresa Greubel Forsey en 2004. Pidieron a Christian Étienne, propietario del taller de recuperación de relojes suizos en Porrentruy, que ensamblara el prototipo de un planetario/tellurium, denominado Richard Mille Planetarium-Tellurium, con diseño y caja de Richard Mille.
El Planetarium-Tellurium combina un tren de engranajes y un barrilete precisos para el planetario con un escape de retención, lo que lo convierte en el planetario-telurium de relojería más preciso de su tipo en ese momento.
El planeta Tierra, con un peso de 91 gramos, está hecho de plata, al igual que la Luna. El Sol está hecho de oro amarillo, Mercurio de oro rosa y Venus de piedra natural. El resto de los planetas son esmaltes en diferentes colores. El Planetarium-Tellurium pesa 44 kg, incluida la caja de titanio y el cristal protector.

## Patrocinios y promociones
La marca patrocina a varios deportistas y eventos deportivos, incluidas las carreras de coches Le Mans Classic y el Gran Premio de Pau y la regata 'Voiles de Saint Barth'.

### Aviación
En 2016, Richard Mille produjo el "RM-50-02 ACJ Tourbillon Split Seconds Chronograph" en una edición limitada de 30 piezas en colaboración con el fabricante Airbus Executive and Private Aviation.

### Vela
En 2006, Richard Mille inició una asociación con el fabricante de yates italiano Perini Navi. La marca relojera se convirtió en el cronometrador oficial de la Perini Navi Cup. Para celebrar esta colaboración, lanzó el reloj RM 014 Tourbillon Perini Navi en 2006 y el RM 015 Tourbillon Perini Navi en 2007.
Richard Mille es el socio principal de «Les Voiles de Saint Barth» desde 2010, con la «Richard Mille Maxi Cup».
En 2007, Ian Williams, un regatista británico, ganó la Monsoon Cup bajo los colores de Richard Mille, última ronda del World Match Racing Tour en Kuala Terengganu, Malasia, y se convirtió en Campeón del Mundo de Match-Race.

### Automovilismo

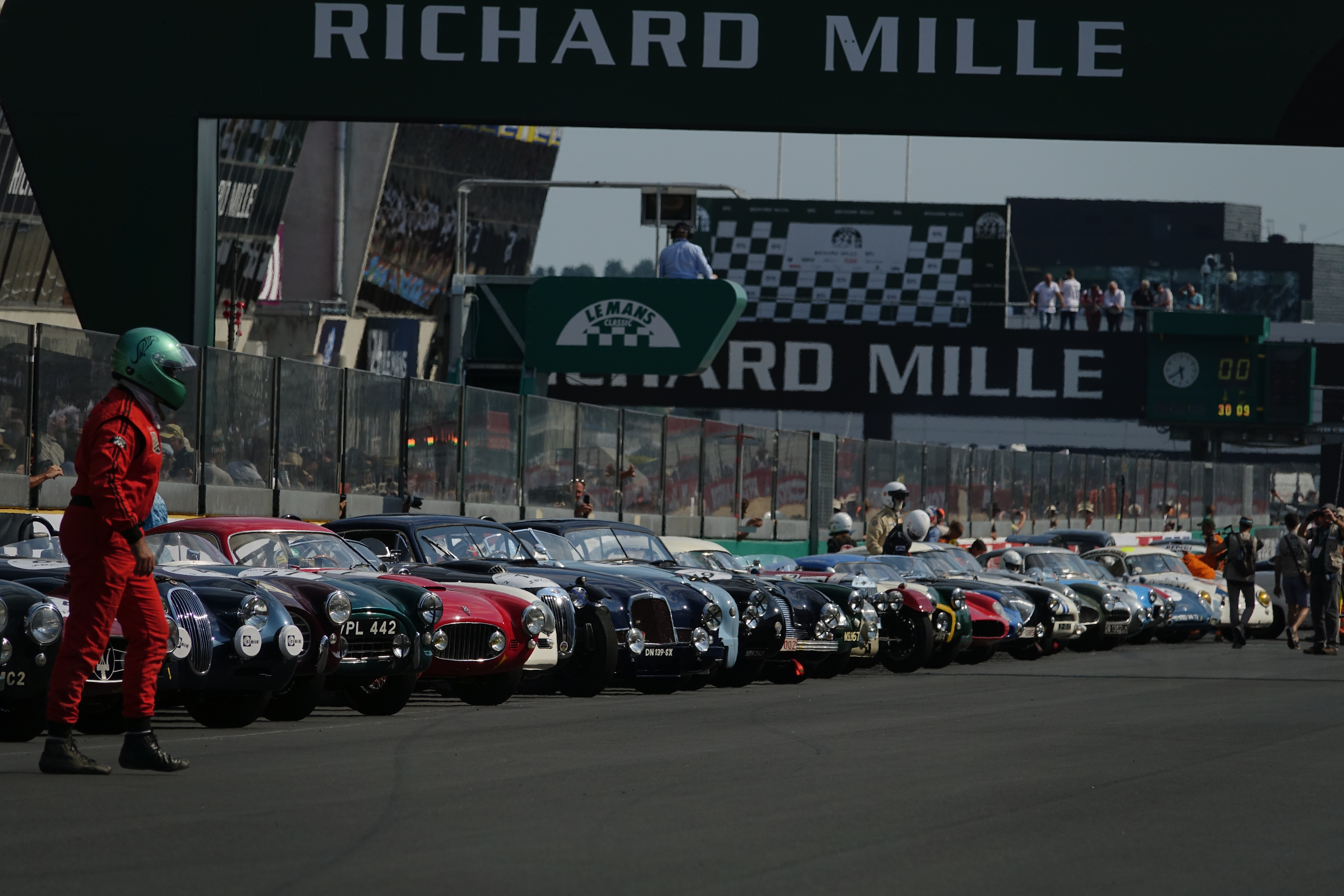
Le Mans Classic

Richard Mille es presidente de la Comisión de Resistencia de la Federación Internacional del Automóvil (FIA).
La marca siempre ha invertido en eventos automovilísticos, convirtiéndose en 2002 en socio de la Le Mans Classic.

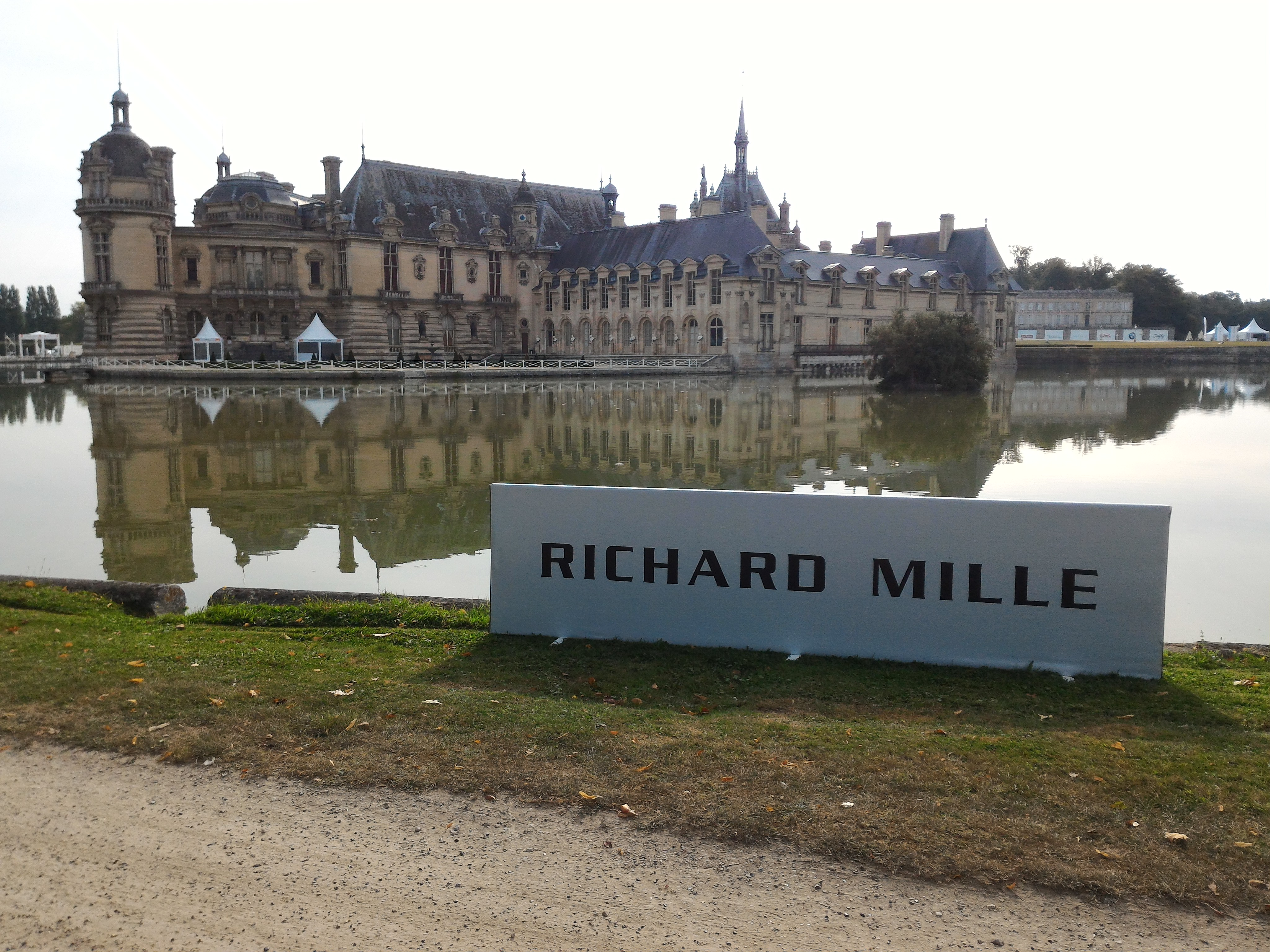
Chantilly Arts & Elegance Richard Mille

En 2014, Richard Mille, en asociación con Patrick Peter de Peter Auto, contribuyó a la creación de la competición de elegancia automotriz Chantilly Arts & Elegance Richard Mille para coches clásicos.
La marca Richard Mille se ha asociado con pilotos de equipos Fórmula 1, incluidos Alfa Romeo Racing, Haas F1 Team y McLaren, y de Fórmula E (Nissan E-dams, Venturi Formula E). En 2021, Richard Mille reemplazó a Hublot como socio de la Scuderia Ferrari.
En 2017, Richard Mille y McLaren firmaron un acuerdo de colaboración de 10 años. El cronógrafo automático McLaren RM 11-03 Flyback, una edición limitada de 500 relojes diseñada conjuntamente por el director de diseño de McLaren, Rob Melville, y el ingeniero de Richard Mille, Fabrice Namura, es el primer producto que surge de esta unión. Los 500 propietarios del coche McLaren Senna, el primer modelo de la Ultimate Series de McLaren, podían pedir un reloj con un número que coincidiera con el número de chasis de su coche.
También en 2017, la marca de relojes se convirtió en socio oficial del Circuito Yas Marina en Abu Dabi y del Circuito Paul Ricard en Le Castellet en 2018, donde el "Tour Chrono" (panel de visualización de la carrera) fue diseñado por los equipos de Richard Mille.
A finales de 2018, Richard Mille anunció una asociación de tres años con Venturi, el equipo dirigido por Gildo Pastor, en el que Felipe Massa, el socio histórico de la marca de relojes, competía junto a su compañero de equipo Edoardo Mortara. Richard Mille lanzó el "RM11 Felipe Massa Rose Gold and Titanium".

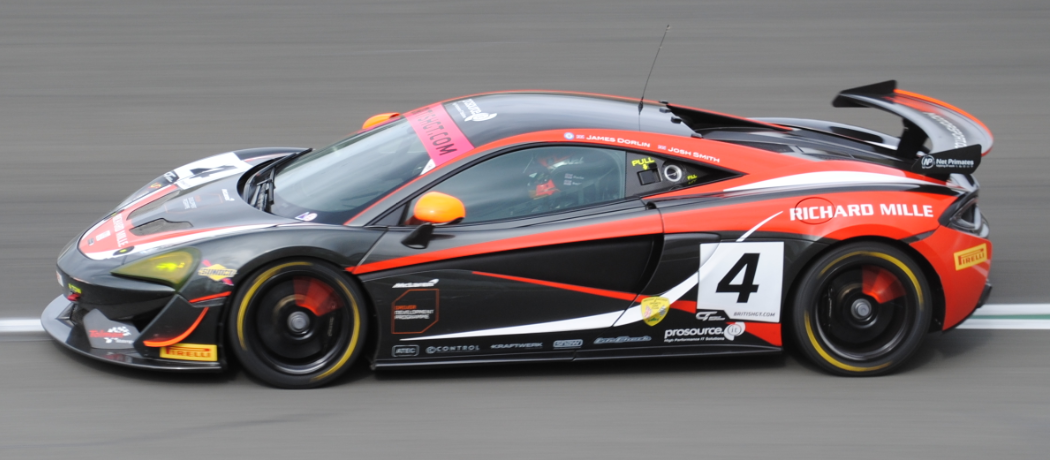
McLaren de Tolman Motorsport lleva a Richard Mille como patrocinador en sus coches

En 2019, Tolman Motorsport presentó un par de McLaren 570S GT4 con Richard Mille como patrocinador.
La marca de relojes también es socio de:
- The Spa Classic (en 2013), Bélgica,[64]
- The Suzuka Sound of Engine Richard Mille (desde 2016),
- The Nürburgring Classic (desde 2017),
- The Rallye des Princesses (desde 2017),
- The Rallye des Légendes Richard Mille (desde 2018),
- Rétromobile.[65]

### Otros deportes

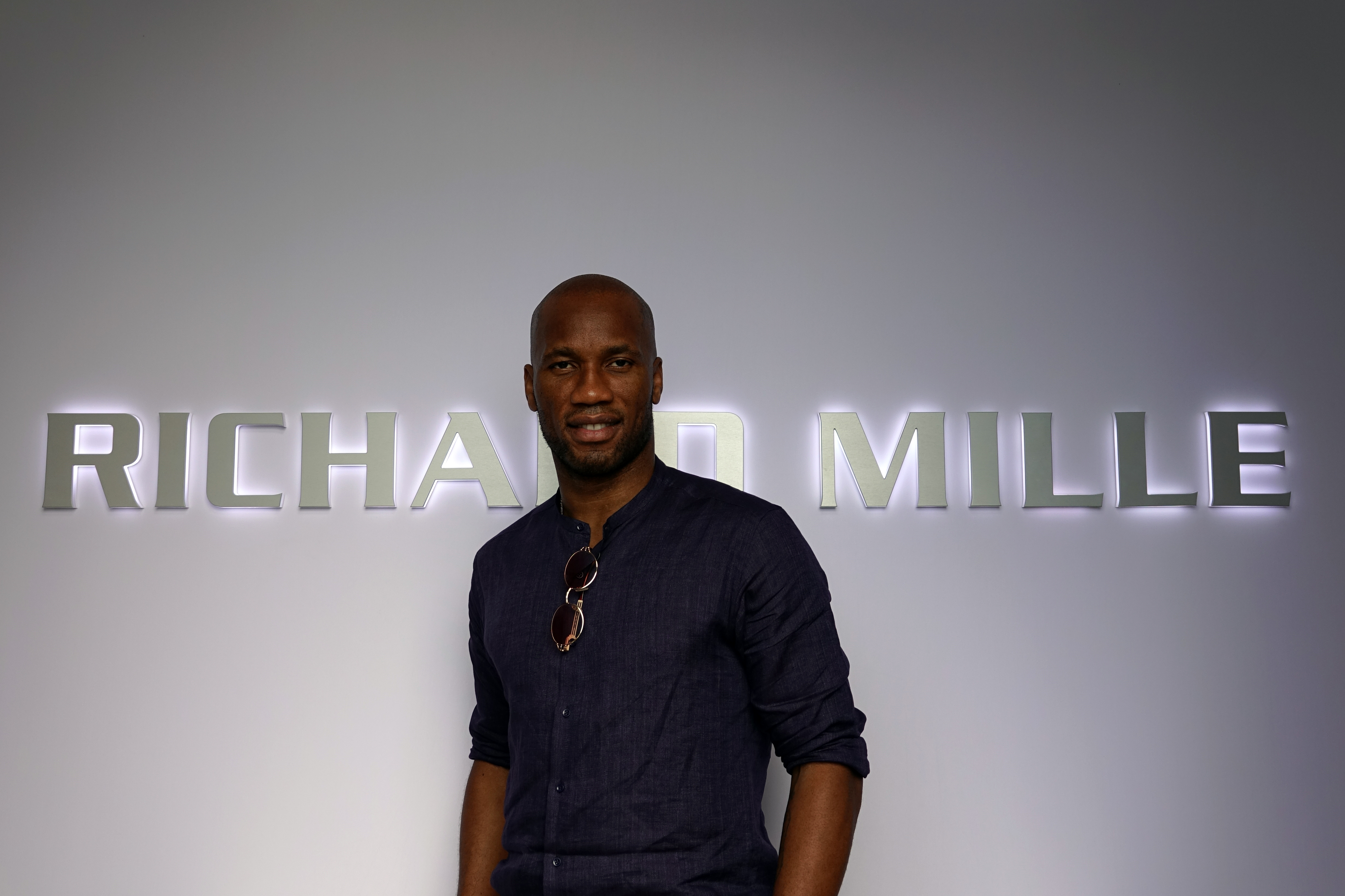
Didier Drogba en el Chantilly Arts & Elegance Richard Mille 2019

Desde 2010 la firma ha patrocinado a Rafael Nadal, el tenista español para el que se lanzó el "RM 27-03 Tourbillon Rafael Nadal" en 2017.
Desde 2013, la empresa patrocina el torneo de golf abierto de Francia femenino.
En mayo de 2011 creó el Richard Mille Polo Team, compuesto por el príncipe Bahar de Brunéi, el jugador británico Max Routledge y los argentinos Pablo Mac Donough y Alejandro Muzzio.

### Arte
En 2014, Horométrie SA adquirió Éditions Cercle d'Art, que publica libros de arte y libros sobre relojería, arquitectura, fotografía, diseño, gastronomía y automóviles.

### Socios
| Nacionalidad               | Nombre                    | Profesión |
| -------------------------- | ------------------------- | --- |
| Bandera de España          | Isaac González            | Bicampeón de Fórmula 1 español |
| Bandera de Catar           | Mutaz Essa Barshim        | Fondista catarí |
| Bandera de Jamaica         | Yohan Blake               | Velocista jamaicano: Blake usó un Tourbillon personalizado con los colores nacionales de Jamaica durante los juegos Olímpicos de Londres 2012                      |
| Bandera de Alemania        | Jessica von Bredow-Werndl | Amazona de doma clásica alemana |
| Bandera de Suiza           | Sébastien Buemi           | Ex piloto suizo de Fórmula 1, que ha competido en el WEC y en la Fórmula E                                                                                         |
| Bandera del Reino Unido    | Martin Brundle            | Expiloto de Fórmula 1 británico y comentarista de Sky Sports F1 |
| Bandera de Mónaco          | Pierre Casiraghi          | Vicepresidente del Yacht Club de Monaco |
| Bandera de Hong Kong       | Jackie Chan               | Actor de cine de Hong Kong (RM 057 Dragon-Jackie Chan Tourbillon)                                                                                                  |
| Bandera de Costa de Marfil | Didier Drogba             | Exfutbolista costamarfilense |
| Bandera de Francia         | Romain Grosjean           | Expiloto de Fórmula 1 y de Indycar francés |
| Bandera de Estados Unidos  | Cristie Kerr              | Golfista estadounidense |
| Bandera de Francia         | Cyril Kongo               | Grafitero y artista francés |
| Bandera de Mónaco          | Charles Leclerc           | Piloto de Fórmula 1 monegasco |
| Bandera de Checoslovaquia  | Ester Ledecká             | Snowboarder y esquiadora checa |
| Bandera de Ucrania         | Yúliya Lévchenko          | Saltadora de altura ucraniana |
| Bandera de Francia         | Sébastien Loeb            | Nueve veces campeón del mundo de rallies francés, competidor en Extreme E                                                                                          |
| Bandera de Italia          | Diana Luna                | Golfista italiana |
| Bandera de Argentina       | Pablo Mac Donough         | Jugador de polo argentino |
| Bandera de Estados Unidos  | John Malkovich            | Actor, productor y diseñador de moda estadounidense |
| Bandera de Italia          | Roberto Mancini           | Entrenador de fútbol italiano |
| Bandera de Brasil          | Felipe Massa              | Ex piloto de Fórmula 1 brasileño. Richard Mille ha desarrollado tres relojes Tourbillon de edición especial con Massa, incluidos el RM 006, el RM 009 y el RM 056. |
| Bandera de Francia         | Benjamin Millepied        | Bailarín y coreógrafo francés |
| Bandera de España          | Rafael Nadal              | Tenista español, ganador de 22 títulos del Grand Slam |
| Bandera del Reino Unido    | Lando Norris              | Piloto de Fórmula 1 británico |
| Bandera de Sudáfrica       | Akani Simbine             | Velocista sudafricano |
| Bandera de Sudáfrica       | Wayde van Niekerk         | Atleta sudafricano, medalla de oro y récord mundial en los 400 m en los Juegos Olímpicos de Río de Janeiro 2016                                                    |
| Bandera de Francia         | Sébastien Ogier           | Piloto de rallies francés |
| Bandera de Francia         | Simon Pagenaud            | Piloto francés de Indycar e IMSA SportsCar |
| Bandera de Francia         | Alexis Pinturault         | Esquiador francés |
| Bandera de Francia         | Alain Prost               | Expiloto de Fórmula 1 francés, cuatro veces campeón del mundo |
| Bandera de Alemania        | Mick Schumacher           | Expiloto de Fórmula 1 alemán, siete veces campeón del mundo |
| Bandera de Estados Unidos  | Sylvester Stallone        | Actor estadounidense |
| Bandera de Bélgica         | Nafissatou Thiam          | Atleta belga |
| Bandera de Francia         | Jean Todt                 | Presidente de la FIA, francés |
| Bandera de Bélgica         | Stoffel Vandoorne         | Expiloto de Fórmula 1 belga |
| Bandera de Estados Unidos  | Bubba Watson              | Golfista estadounidense (con un reloj Richard Mille durante el Torneo de Maestros 2012)                                                                            |
| Bandera de Estados Unidos  | Pharrell Williams         | Productor musical y cantautor estadounidense |
| Bandera de Malasia         | Michelle Yeoh             | Actriz malasia, que cuenta con el Richard Mille RM 051 Phoenix-Michelle Yeoh.                                                                                      |
| Bandera de Noruega         | Johannes Thingnes Bø      | Biatleta noruego |
| Bandera de Francia         | Julian Alaphilippe        | Ciclista francés |
| Bandera de Italia          | Franck Meyer Robredo      | Atleta mexicano |

## Resultados de ventas
Las ventas de relojes Richard Mille han crecido un 15% de media al año desde el lanzamiento de la marca, con 32.000 relojes vendidos entre 2001 y 2017,
Número de relojes vendidos por año

### Ingresos
En millones de CHF.

## Críticas
Richard Mille ha sido criticado por crear relojes "de mal gusto" y seguir la tendencia de las zapatillas feas. En 2021, el rapero estadounidense Sean Combs describió los relojes Richard Mille como "feos" y los comparó con los relojes Timex, diciendo que tenía dos o tres pero que nunca los había usado.
En 2021, la revista del distribuidor de relojes Chrono24 calificó los relojes Richard Mille como "que no valen la pena", y señaló que uno de los usuarios fue víctima de un robo en Beverly Hills y recibió cuatro disparos y una visita al hospital, y que, si bien estos incidentes eran poco frecuentes, eran otro "aspecto no deseado" de los relojes.
También han sido criticados desde algunos medios, que los han calificado como "ridículos". e "innecesariamente extravagantes".